# ホルムスク
座標: 北緯47度03分48秒 東経142度03分16秒 / 北緯47.06334度 東経142.054424度

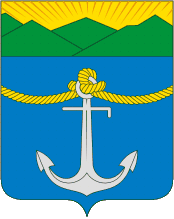
ホルムスク市の紋章

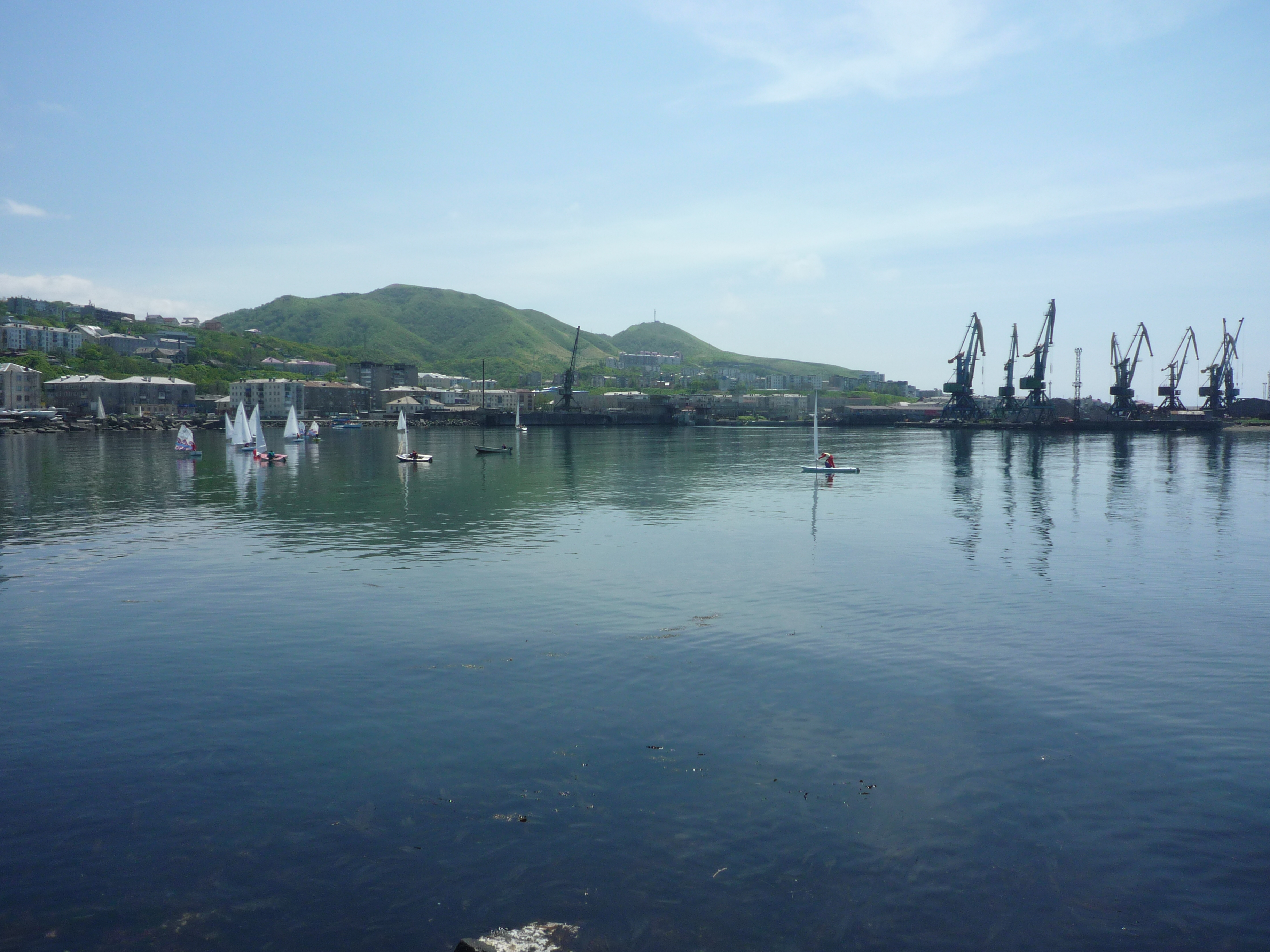
ホルムスク海洋貿易港

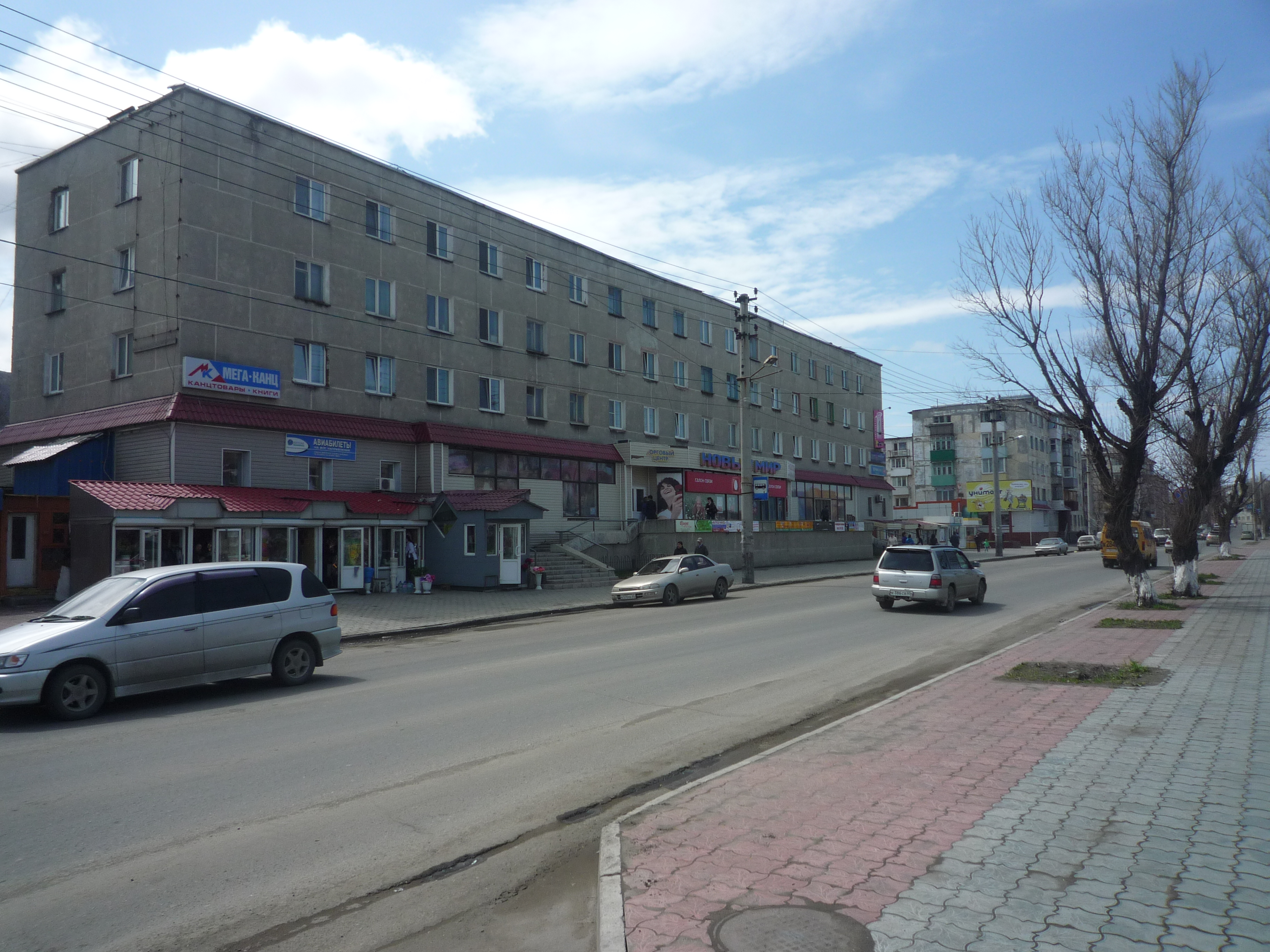
ソヴィエツカヤ通り（旧本町通り）

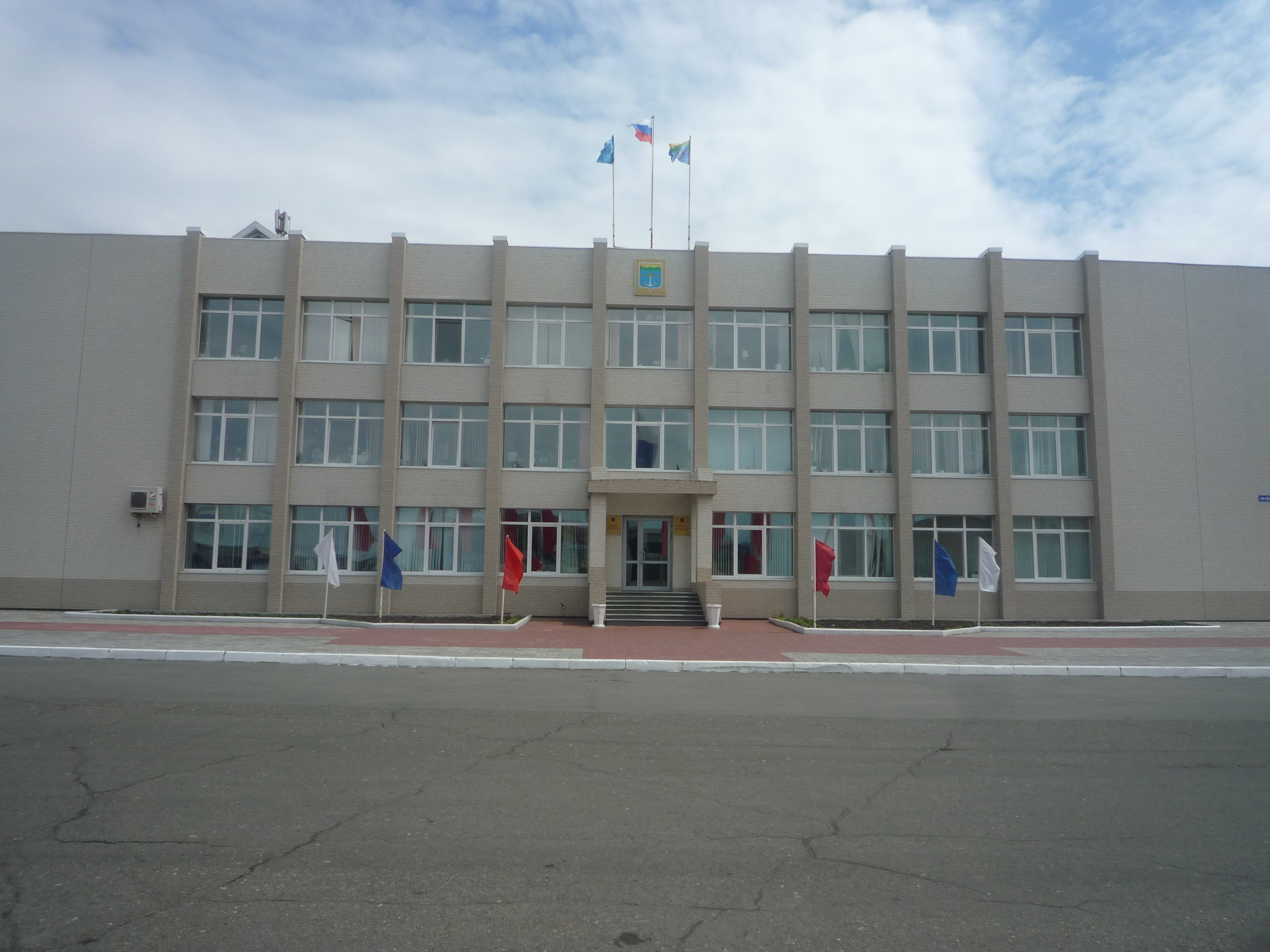
旧真岡中学校跡に立つホルムスク都市行政区役所

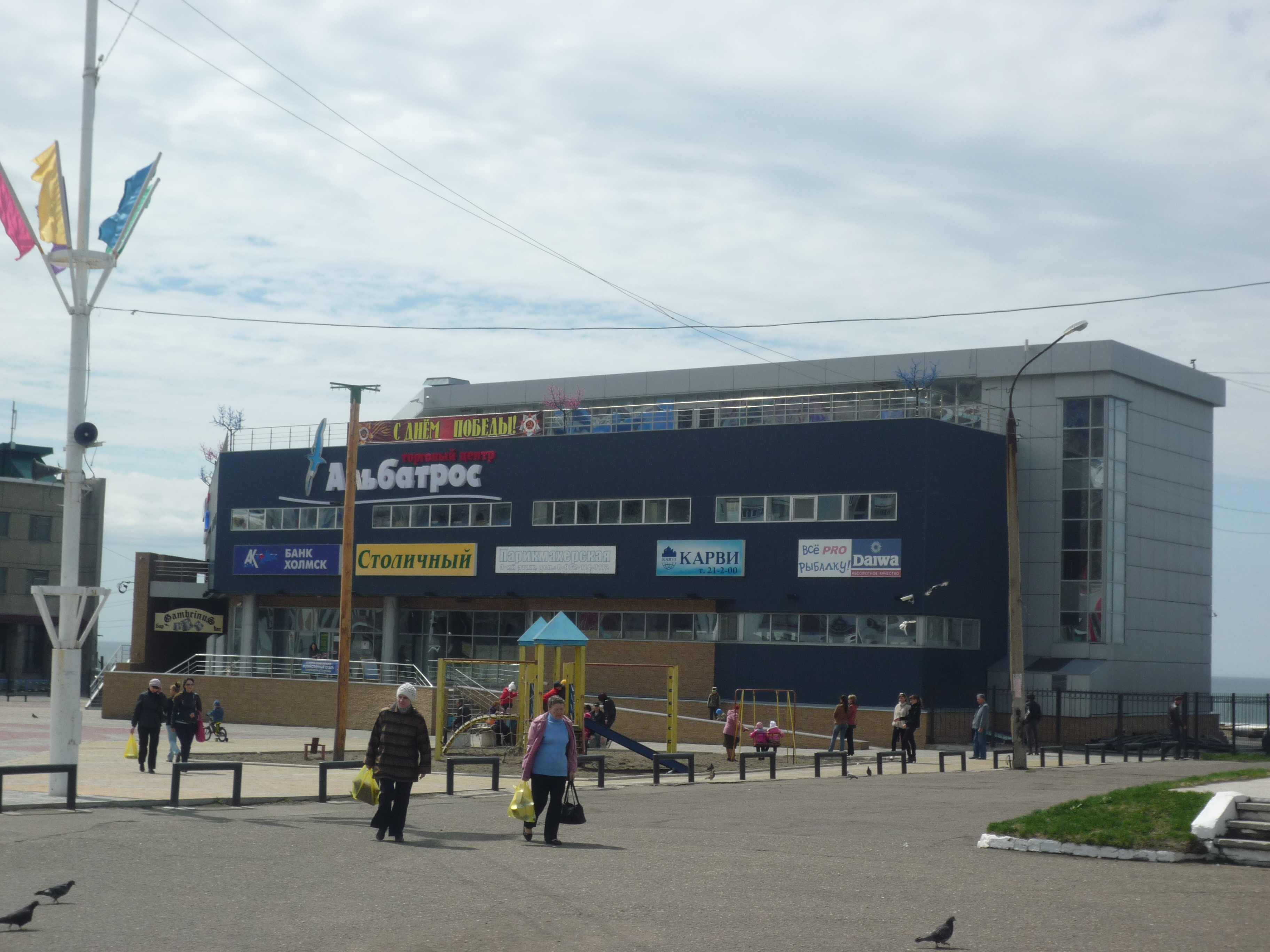
（ホルムスク＝ユージヌイ駅（旧真岡駅）より南南西方向へ約2kmに位置する）レーニン広場の北西側に面した中型ショッピングセンター「アリバトゥロース」

ホルムスク（ロシア語：Холмск、英語：Kholmsk、ホールムスク）はロシア連邦の実効支配が及ぶ極東連邦管区サハリン州の都市。樺太南部に位置し、日本海最北部の間宮海峡に面しており、樺太西南部のホルムスキー地区における行政の中心でもある。日本名は真岡。

## 概要
ソ連時代に建設されたサハリン州最大の港湾施設ホルムスク海洋貿易港（Холмский морской торговый порт）と、サハリンプロジェクトの資機材搬入拠点として整備されたサハリン西海洋港（Сахалинский Западный морской порт）を擁する港湾都市で、バイカル・アムール鉄道（バム鉄道）の終点ワニノ駅とホルムスク・ソルチローヴォチュニ駅（ホルムスク操車場駅）とを結ぶワニノ・ホルムスク鉄道連絡船が運航されている。以前は日本の小樽 - ホルムスク - ワニノを結ぶフェリーも月1便ほど運航していたが、燃料費の高騰を理由に2005年限りで休航となった。

### 人口
人口は2016年時点で2万8521人。1947年に2万5000人、1985年に5万人を超え、1991年から1992年にかけてピークの5万1800人に達したが、1990年代から2000年代初めにかけて、ソビエト連邦の崩壊に伴う国内経済の混乱で主要企業の倒産などが相次ぎ、人口は約2万人減少。市内には空き家や建設中で放棄された住宅などが増加したが、ロシア国内の景気回復から2000年代後半以降、地域経済が好転して民間住宅の新築や企業の新規設立などが増え、人口減少に歯止めがかかりつつある。2011年の経済活動人口は2万1000人で、うち失業率は1.1％であった。

### 産業
日露戦争で南樺太を獲得した日本による統治時代から漁業が盛んで、2010年の魚介類の水揚量は9万1792トンで、うち3万8000トンが輸出された。また魚の加工食品製造も行われ、主に日本、中国、韓国向けに各種缶詰・冷凍食品や切り身、魚粉、魚油などが生産されている。このほか造船、金属加工、木工、建設業が主要産業である。
ソ連時代は王子製紙真岡工場を引き継いだ、ホルムスクパルプ製紙工場（Холмский целлюлозно-бумажный завод）が筆記用紙やトイレットペーパー、ノートなどを生産していた。1980年代には従業員数が2500人を数えたが、1992年の工場火災で設備の大半を失って1993年に生産を停止した。

## 歴史

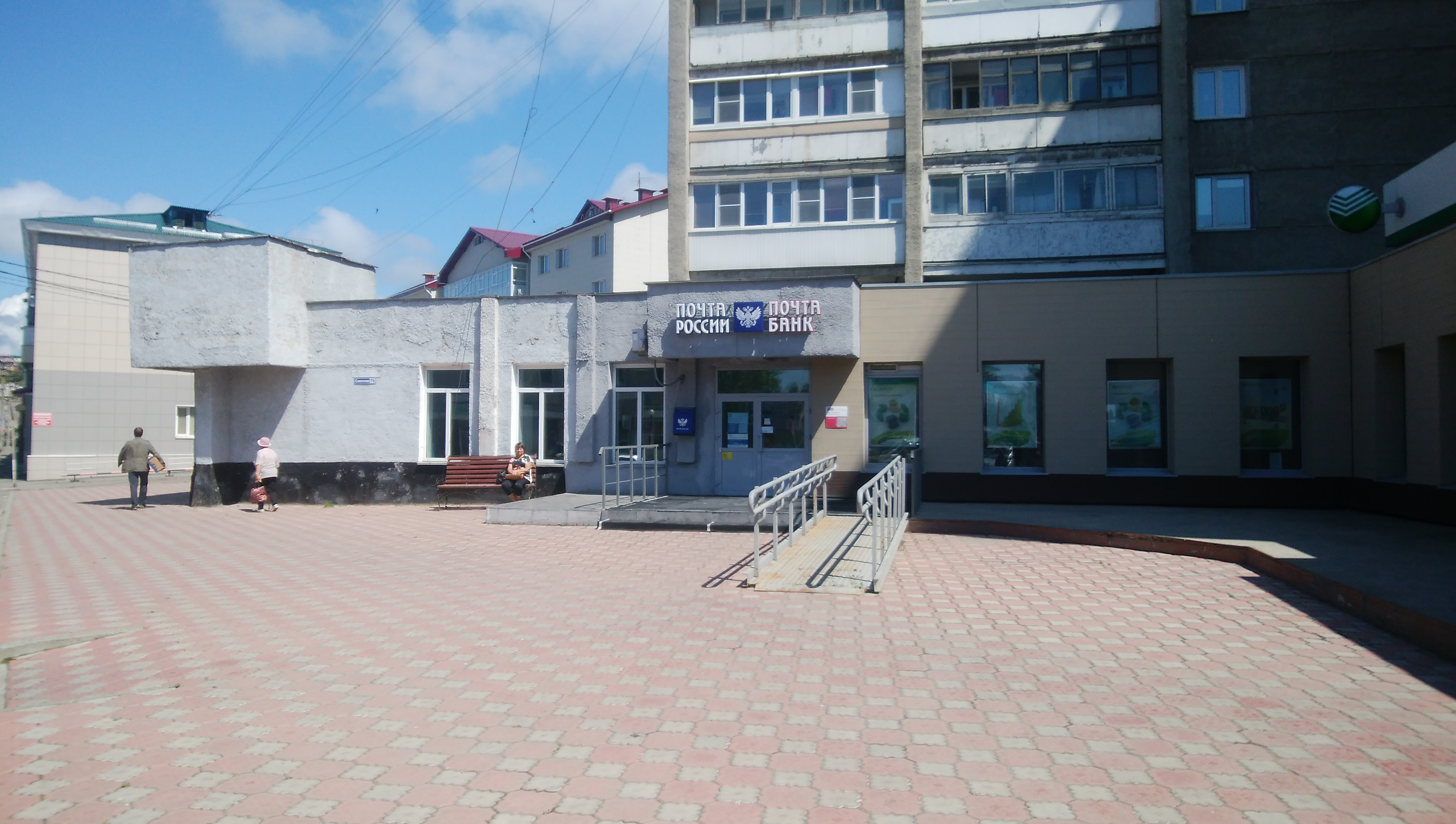
ホルムスクの郵便局（眞岡郵便局跡）

1870年にロシア帝国軍の駐屯地として建設された。日露戦争後期、日本軍は樺太を占領。ポーツマス条約で同地を含む南樺太を正式に領有した。1905年から1945年までは日本領であり、ロシア領時代のマウカ（Маука）という地名から真岡（まおか、1908年までは「まうか」）へと改称された。
1945年8月9日、日ソ中立条約を破棄したソ連軍は、南樺太にも侵攻（ソ連対日参戦）。1945年8月20日、真岡に艦砲射撃を行い上陸した。この際に真岡郵便電信局事件や瑞穂事件などが起こっている。真岡占領後は豊原市（現在のユジノサハリンスク）を目指して進軍し、抵抗する日本軍との間に8月20日から23日にかけて熊笹峠や宝台ループ線を舞台に激しい戦闘が繰り広げられた（樺太の戦い (1945年)）。
1946年、ソ連統治下で「岡の町」を意味するホルムスクと改称されている。樺太に住む日本人の引揚事業に伴い、この港から多くの人々が樺太を後にした。1975年、北海道釧路市と提携を結び、姉妹都市となった。
1957年（昭和32年）、1965年（昭和40年）には樺太墓参団の上陸地となった。1965年の時点では、人口増加に対応するためにコンクリート製パネル工法の5-6建てアパート（フルシチョフカ）の建設が進んでおり、木造建築物の取り壊しが進められていた。集団自決が行われた真岡郵便局は、ソ連側の手により改装されていたものの郵便局として利用されていた。
市の中心部に日本領有時代の建物はほとんど残らない。日本領有下において建設された真岡駅舎が残っていたが、老朽化のため1992年に取り壊された。この際、日本領有時代の鉄道資料が多数発見され、その大部分は東海旅客鉄道（JR東海）に寄贈された。
日本領有時代の生活用品などは、郷土博物館にコーナーが設けられて展示されている。神社の遺構を生かした日本庭園も存在する。
当該地域の領有権に関する詳細は樺太の項目を、歴史に関しては樺太庁、真岡支庁、真岡町の項目を参照。

## 気候
海に面しているために、サハリンの中では温暖であると言える。
| ホルムスク（1991 - 2020）の気候 | ホルムスク（1991 - 2020）の気候 | ホルムスク（1991 - 2020）の気候 | ホルムスク（1991 - 2020）の気候 | ホルムスク（1991 - 2020）の気候 | ホルムスク（1991 - 2020）の気候 | ホルムスク（1991 - 2020）の気候 | ホルムスク（1991 - 2020）の気候 | ホルムスク（1991 - 2020）の気候 | ホルムスク（1991 - 2020）の気候 | ホルムスク（1991 - 2020）の気候 | ホルムスク（1991 - 2020）の気候 | ホルムスク（1991 - 2020）の気候 | ホルムスク（1991 - 2020）の気候 |
| 月                              | 1月                             | 2月                             | 3月                             | 4月                             | 5月                             | 6月                             | 7月                             | 8月                             | 9月                             | 10月                            | 11月                            | 12月                            | 年                              |
| ------------------------------- | ------------------------------- | ------------------------------- | ------------------------------- | ------------------------------- | ------------------------------- | ------------------------------- | ------------------------------- | ------------------------------- | ------------------------------- | ------------------------------- | ------------------------------- | ------------------------------- | ------------------------------- |
| 最高気温記録 °C （°F）          | 6.7 (44.1)                      | 10.0 (50)                       | 13.0 (55.4)                     | 18.1 (64.6)                     | 22.8 (73)                       | 29.0 (84.2)                     | 29.2 (84.6)                     | 32.3 (90.1)                     | 28.0 (82.4)                     | 21.3 (70.3)                     | 15.3 (59.5)                     | 12.2 (54)                       | 32.3 (90.1)                     |
| 日平均気温 °C （°F）            | −7.5 (18.5)                     | −7.1 (19.2)                     | −2.6 (27.3)                     | 3.1 (37.6)                      | 8.3 (46.9)                      | 12.4 (54.3)                     | 16.6 (61.9)                     | 18.4 (65.1)                     | 15.5 (59.9)                     | 9.1 (48.4)                      | 1.0 (33.8)                      | −5.2 (22.6)                     | 5.2 (41.4)                      |
| 最低気温記録 °C （°F）          | −23.0 (−9.4)                    | −27.0 (−16.6)                   | −20.0 (−4)                      | −11.0 (12.2)                    | −4.0 (24.8)                     | −1.0 (30.2)                     | −3.9 (25)                       | 1.6 (34.9)                      | 1.0 (33.8)                      | −5.7 (21.7)                     | −16.0 (3.2)                     | −18.0 (−0.4)                    | −27.0 (−16.6)                   |
| 降水量 mm （inch）              | 60 (2.36)                       | 40 (1.57)                       | 40 (1.57)                       | 40 (1.57)                       | 56 (2.2)                        | 55 (2.17)                       | 80 (3.15)                       | 102 (4.02)                      | 95 (3.74)                       | 78 (3.07)                       | 73 (2.87)                       | 79 (3.11)                       | 764.4 (30.094)                  |
| 出典1：ЕСИМО                    |                                 |                                 |                                 |                                 |                                 |                                 |                                 |                                 |                                 |                                 |                                 |                                 |                                 |
| 出典2：Climatebase.ru           |                                 |                                 |                                 |                                 |                                 |                                 |                                 |                                 |                                 |                                 |                                 |                                 |                                 |

## 姉妹都市
- 釧路市 （日本・北海道）
- 安山市 （大韓民国・京畿道）